# David Ostrosky
David Ostrosky Winograd, bardziej znany jako David Ostrosky (ur. 13 września 1956 w Meksyku, zm. 17 sierpnia 2023) – meksykański aktor teatralny, telewizyjny i filmowy.

## Życiorys

### Wczesne lata
Urodził się w rodzinie żydowskiej. Jego ojciec pochodzi z Rosji, a matka z Polski.

### Kariera
Karierę jako zawodowy aktor rozpoczął w 1984 roku. Debiutował w telenoweli Księżniczka (Principessa). Od tego czasu występował z wąsami w licznych operach mydlanych, a także filmach, m.in. Przepiórki w płatkach róży (Como agua para chocolate, 1992). Niektóre z telenowel Televisa, w których brał udział, to: Dzika róża (Rosa salvaje, 1987-88), Karuzela (Carrusel, 1989), Różowe sznurówki (Agujetas de color de rosa, 1994), Mała księżniczka (Carita de ángel, 2000-2001), Miłość jak tequila (Destilando amor, 2007) i Ukryta miłość (Un refugio para el amor, 2012). W 2009 r. zagrał w sztuce Reginalda Rose Dwunastu gniewnych ludzi (Doce hombres sin piedad).

## Filmografia

### filmy fabularne
| Rok  | Tytuł                                                 | Rola             | Uwagi                |
| ---- | ----------------------------------------------------- | ---------------- | -------------------- |
| 1991 | Smutne wspomnienia (Triste recuerdo)                  | Mąż Maríi        |                      |
| 1991 | Miłość i zemsta (Amor y venganza)                     |                  |                      |
| 1992 | Przepiórki w płatkach róży (Como agua para chocolate) | Juan de la Garza |                      |
| 2001 | Druga noc (La segunda noche)                          | Saúl             |                      |
| 2005 | Ostatnia noc (La última noche)                        | Ojciec Eleny     |                      |
| 2005 | Zamknij swoje małe oczka (Cierra tus pequeños ojos)   |                  | film krótkometrażowy |
| 2007 | Umieranie po hebrajsku (Morirse está en Hebreo)       | Ricardo          |                      |
| 2008 | Spam                                                  |                  |                      |
| 2009 | Tajemnice rodzinne (Secretos de familia)              | Julio            |                      |
| 2012 | Morgana                                               | Ojciec Morgany   |                      |

### telenowele
| Rok       | Tytuł                                                                    | Rola                      | Produkcja                      |
| --------- | ------------------------------------------------------------------------ | ------------------------- | ------------------------------ |
| 1984      | Księżniczka (Principessa)                                                | Juan Carlos               | Televisa                       |
| 1986      | Marionetki (Marionetas)                                                  | El Canal de las Estrellas |                                |
| 1987-88   | Dzika róża (Rosa salvaje)                                                | Carlos Manrique           | Valentín Pimstein/Televisa     |
| 1988      | Dwa życia (Dos vidas)                                                    |                           | El Canal de las Estrellas      |
| 1989      | Teresa jako Willy                                                        | Willy                     | El Canal de las Estrellas      |
| 1989      | Karuzela (Carrusel)                                                      | Isaac                     | Televisa                       |
| 1989      | Po prostu Maria (Simplemente María)                                      | Rodrigo de Peńalbert      | El Canal de las Estrellas/NTSC |
| 1990      | Osiągnięcie gwiazdy (Alcanzar una estrella)                              | Lic. Del Valle            | Televisa                       |
| 1991      | Osiągnięcie gwiazdy 2 (Alcanzar una estrella II)                         | Roberto                   | Televisa                       |
| 1992      | Maria Mercedes (María Mercedes)                                          | dr Muñoz                  | Televisa                       |
| 1992      | Tajemnicze intencje (Las secretas intenciones)                           | dr Gilberto Fuentes       | El Canal de las Estrellas      |
| 1993      | Valentina                                                                | Diego                     | Televisa                       |
| 1994      | Różowe sznurówki (Agujetas de color de rosa)                             | Víctor Manuel             | Televisa                       |
| 1995      | Oblicza prawdy (Bajo un mismo rostro)                                    | Rubén                     | Televisa                       |
| 1995      | Maria z przedmieścia (María la del Barrio)                               | Zabala                    | Televisa                       |
| 1996      | Marisol                                                                  | Mariano Ruiz              | Televisa                       |
| 1996      | Płonąca pochodnia (La antorcha encendida)                                | Mariano Abásolo           | Televisa                       |
| 1997      | Rozwinąć skrzydła (Alguna vez tendremos alas)                            | dr Ricardo Aguilera       | Televisa                       |
| 1997      | Tajemnica Alejandry (El secreto de Alejandra)                            | Rubén                     | Televisa                       |
| 1998-99   | Daniela i przyjaciele (El diario de Daniela)                             | Gustavo Corona            | Televisa                       |
| 1999-2000 | Świateczna opowieść (Cuento de Navidad)                                  |                           | Televisa                       |
| 2000      | Dom na plaży (La casa en la playa)                                       | César Villareal           | Televisa                       |
| 2000-2001 | Mała księżniczka (Carita de ángel)                                       | dr José Velasco           | Televisa                       |
| 2001      | Prawo do narodzin (El derecho de nacer)                                  | José Rivera               | Televisa                       |
| 2001      | Bez grzechu poczęta (Sin pecado concebido)                               | Enrique                   | Televisa                       |
| 2001-2002 | Gra życia (El juego de la vida)                                          | Rafael                    | Televisa                       |
| 2002-2003 | Niech żyją dzieci! (¡Vivan los niños!)                                   | Dr Bernardo Arias         | Televisa                       |
| 2003      | Pod tą samą skórą (Bajo la misma piel)                                   | Jaime Sandoval            | Televisa                       |
| 2004      | Amy, dziewczyna z niebieskim plecakiem (Amy, la niña de la mochila azul) | Sebastián Hinojosa        | Televisa                       |
| 2005-2006 | Świt (Alborada)                                                          | Agustín de Corsa          | Televisa                       |
| 2005-2006 | Bariera miłości (Barrera de amor)                                        | Ulises Santillana         | Televisa                       |
| 2006      | Pojedynek pasji (Duelo de pasiones)                                      | Elías Bernal              | Televisa                       |
| 2007      | Miłość jak tequila (Destilando amor)                                     | Eduardo Saldívar          | Televisa                       |
| 2007      | Vecinos                                                                  | Mario Platas              | Televisa                       |
| 2008-2009 | En Nombre del Amor (To imię miłości/En nombre del amor)                  | Dr Rodolfo Bermúdez       | Televisa                       |
| 2010      | Kobieta ze stali (Soy tu dueña)                                          | Moisés Macotela           | Televisa                       |
| 2011      | Kiedy się zakocham... (Cuando me enamoro)                                | Benjamín Casillas         | Televisa                       |
| 2011      | Rodzinka z fuksem (Una familia con suerte)                               | Lic. Ernesto Quesada      | Televisa                       |
| 2012      | Ukryta miłość (Un refugio para el amor)                                  | Claudio Linares           | Televisa                       |
| 2012      | Porque el amor manda (Reguły miłości)                                    | Lic. Astudillo            | Televisa                       |
| 2013      | Por siempre mi amor (Na zawsze Ty)                                       | Gilberto Cervantes        | Televisa                       |
| 2014      | Aż do końca (Hasta el fin del mundo)                                     | Martín Coria              | Televisa                       |